# داريل تورنر
داريل تورنر (بالإنجليزية: Daryl Turner)‏ هو لاعب كرة قدم أمريكية أمريكي، ولد في 15 ديسمبر 1961 في ودلي في الولايات المتحدة.

## روابط خارجية
- داريل تورنر على موقع مرجع كرة القدم المحترفة.كوم (الإنجليزية)
- داريل تورنر على موقع كلية كرة القدم في سبورتس رفرنس.كوم (الإنجليزية)